# رودخانه ولی‌آباد
رودخانه ولی‌آباد از رودخانه‌های شهرستان تنکابن در استان مازندران ایران است.
این رودخانه مستقل نیست و سرچشمه ندارد و از سه رشته رود کوچک تشکیل می‌شود. یک رشته از جنگل‌های کرچی کله. رشته دیگر از جیر سرا شروع شده در امیرآباد به شاخه اول متصل می‌شود. رشته سوم از جنگل کوچک سیاورز و فرهاد جوب شروع شده در محل میر شمس الدین به به دو رشته قبلی تلاقی می‌نماید پس از عبور از ولی آباد از زیر پل فلزی آن گذشته به دریا می‌ریزد طول تقریبی این رودخانه حدود نه کیلومتر است. در موقع پرآبی تا یک کیلومتری مصب دریا با قایق کوچک پارویی یا موتوری می‌شود قایقرانی کرد. 
روستاهای مسیر این رودخانه عبارتند از: گرجی محله - گلستان - امیرآباد - شیرج محله – برسه بور – میر شمس الدین – ولی آباد.